# 三重県の資格者配置路線
三重県の資格者配置路線（みえけんのしかくしゃはいちろせん）とは、交通誘導警備業務に関し、道路又は交通の状況により、三重県公安委員会が道路における危険を防止するため必要と認める路線である。当該路線で交通誘導警備業務を実施するにあたっては、交通誘導警備業務を実施する場所ごとに、交通誘導警備業務1級検定又は2級検定の合格証明書の交付を受けた警備員を1名以上配置しなければならない。

## 告示・施行
- 2007年2月13日：告示　　三重県公安委員会告示第18号
- 2007年8月13日：施行

## 路線一覧
|    | 路線名               | 区間         |
| -- | -------------------- | ------------ |
| 1  | 国道1号              | 三重県の全域 |
| 2  | 国道23号             | 三重県の全域 |
| 3  | 国道42号             | 三重県の全域 |
| 4  | 国道163号            | 三重県の全域 |
| 5  | 国道165号            | 三重県の全域 |
| 6  | 国道166号            | 三重県の全域 |
| 7  | 国道167号            | 三重県の全域 |
| 8  | 国道258号            | 三重県の全域 |
| 9  | 国道260号            | 三重県の全域 |
| 10 | 国道306号            | 三重県の全域 |
| 11 | 国道365号            | 三重県の全域 |
| 12 | 国道368号            | 三重県の全域 |
| 13 | 国道421号            | 三重県の全域 |
| 14 | 県道津関線           | 三重県の全域 |
| 15 | 県道松阪久居線       | 三重県の全域 |
| 16 | 県道鳥羽松阪線       | 三重県の全域 |
| 17 | 県道上浜高茶屋久居線 | 三重県の全域 |
| 18 | 県道四日市菰野大安線 | 三重県の全域 |